# All Hallow's EP
All Hallow's EP  es un EP de la banda estadounidense AFI, que se publicó el 5 de octubre de 1999 mediante el sello Nitro Records. Este se grabó en el Art Of Ears Studio, y se masterizó en Oasis Mastering. Contiene tres canciones originales y una versión de «Halloween» de Misfits. La canción «Totalimmortal» cuenta con un video, el cual lo dirigió Brent Waroniecki; el tema también fue versionado por The Offspring para la banda sonora de la película Me, Myself & Irene. Por su parte, «The Boy Who Destroyed the World» formó parte de la banda sonora del videojuego Tony Hawk's Pro Skater 3.

## Lista de canciones
| All Hallow's EP |                                   |          |  |
| N.º             | Título                            | Duración |  |
| 1.              | «Fall Children»                   | 3:12     |  |
| 2.              | «Halloween»                       | 3:58     |  |
| 3.              | «The Boy Who Destroyed the World» | 3:05     |  |
| 4.              | «Totalimmortal»                   | 2:44     |  |
| 12:59           |                                   |          |  |

## Créditos
| - AFI: coros y producción. - Adam Carson: batería. - Andy Ernst: mezcla e ingeniería. - Mike Fasano: técnico de batería. - Alan Forbes: portada. - Davey Havok: voz y composición. | - Hunter: bajo. - Thad LaRue: asistente de ingeniería, fotografía y coros. - Jade Puget: guitarra. - Jamie Reilly: dirección de arte. - Pete Saporito: fotografía. - Eddy Schreyer: masterización. |

Fuente: Discogs.